# 少年は剣を…
「少年は剣を…」（しょうねんはつるぎを）は、Sound Horizonとしては初となるマキシシングル。2006年10月4日にティームエンタテインメントから発売された。

## 概要
ボーカル4人、ボイスアクター4人、楽器隊メンバーを含め、約30名の編成で収録されている。
全3曲中、「終端の王と異世界の騎士 〜The Endia & The Knights〜」と「神々が愛した楽園 〜Belle Isle〜」の2曲は、ゲーム作品とのタイアップ楽曲となっており、「緋色の風車 〜Moulin Rouge〜」はアルバム『Roman』に先駆けて、アルバムとは若干異なるバージョンとして収録されている。
初回盤には封入特典として、『ベルアイル』のゲーム中で使える「黒の剣」のアイテムチケットが付属された。そのほか、ベルアイルのゲーム本編にNPCとしてRevoが登場し、ゲームの世界で楽曲を作るクエストが展開されるなど、双方向においてタイアップも行われた。また、ジャケットイラストを手掛けるyokoyanのイラストが描かれた栞が全三種類の中からランダムで一枚封入されている。
収録された3曲は全て「少年と剣」をテーマにしているが、リリース当時のRevoのコメントによれば、各曲の主人公や世界観は必ずしも同一とは限らないとされている。

## 収録曲
1. 終端の王と異世界の騎士 〜The Endia & The Knights〜
プレイステーション2専用ソフト『カオスウォーズ』 主題歌
2. 緋色の風車 〜Moulin Rouge〜
アルバム『Roman』より先行収録（アルバムに収録されているバージョンとは歌詞の読み方や間奏・ナレーション部分などが若干異なる）
3. 神々が愛した楽園 〜Belle Isle〜
MMORPG『ベルアイル』 オープニングアクトテーマソング

## 制作・参加メンバー
作詞・作曲・編曲
- Revo

ボーカル
- KAORI
- YUUKI
- REMI
- RIKKI

ナレーション
- Jimang
- Ike Nelson
- 大塚明夫
- 深見梨加

ジャケットイラスト
- yokoyan